# 19e corps d'armée (1870-1871)
Pour corps créé en 1873, voir 19e corps d'armée (France).
Pour les articles homonymes, voir 19e corps d'armée.
Le 19e corps d'armée était un corps de l'Armée française lors de la guerre franco-allemande de 1870. En décembre 1870, la délégation de Tours crée le 19e corps d'armée qui se forme à Alençon.

## Chefs du19ecorpsd'armée
- décembre 1870 : général Dargent

## Composition
- 1re division d'infanterie sous le commandement du général Eugène Bardin
  - 1re brigade d'infanterie sous le commandement du général Camô puis du général Ritter
    - 55e régiment d'infanterie de marche sous le commandement du lieutenant-colonel Fischer
    - 66e régiment d'infanterie de marche sous le commandement du lieutenant-colonel Augustin Lecorbeiller
    - 96e régiment provisoire (1 bataillon de mobiles de la Gironde et autre de la Charente) sous le commandement du lieutenant-colonel Gautereau

  - 2e brigade d'infanterie sous le commandement du général auxiliaire Luzeny
    - 71e régiment d'infanterie de marche sous le commandement du lieutenant-colonel Alexandre
    - 1re légion de mobilisés de la Gironde sous le commandement du lieutenant-colonel Coulon
    - 2e légion de mobilisés de la Gironde sous le commandement du lieutenant-colonel Baril

  - Artillerie
    - 2 batteries de 4,
    - 1 batterie de montagne (Marine)

  - Génie
    - une section

- 2e division d'infanterie sous le commandement du général de brigade Saurin
  - 1re brigade d'infanterie
    - 22e bataillon de chasseurs de marche sous le commandement du commandant Gathe
    - 64e régiment d'infanterie de marche sous le commandement du commandant Jacques
    - 1re légion de mobilisés de la Seine-Inférieure sous le commandement du colonel Laperrine

  - 2e brigade d'infanterie sous le commandement du général Desmaisons
    - 65e régiment d'infanterie de marche sous le commandement du lieutenant-colonel de Brême
    - 70e régiment d'infanterie de marche sous le commandement du lieutenant-colonel Léonard Feyfant
    - 1 bataillon de mobiles de la Charente-Inférieure

  - Artillerie
    - 2 batteries de 4
    - 1 batterie de montagne (Marine)

  - Génie
  - une section

- 3e division d'infanterie sous le commandement du général de brigade Félix Gustave Saussier
  - 1re brigade d'infanterie sous le commandement du général auxiliaire Roy
    - Mobiles de l'Ardèche sous le commandement du lieutenant-colonel Thomas
    - Mobiles de l'Eure sous le commandement du lieutenant-colonel Powel
    - 3e légion de mobilisés du Calvados sous le commandement du lieutenant-colonel Labbé
    - Douaniers et francs-tireurs

  - 2e brigade d'infanterie
    - 1 bataillon de mobiles de la Loire-Inférieure
    - 2 bataillons de mobiles des Landes
    - 1re légion de mobilisés du Calvados
    - 2e légion de mobilisés du Calvados
    - Francs-tireurs

  - Artillerie
    - 1 batterie de 4
    - 1 batterie de 12
    - 1 batterie de montagne

  - Génie
    - une section

- Division de cavalerie sous le commandement du général Louis Alexandre Désiré Abdelal
  - 1re Brigade sous le commandement du colonel de Kerhué
    - 3e hussards sous le commandement du colonel Auguste Victorin de Cramezel de Kerhué
    - 4e régiment de hussards de marche sous le commandement du lieutenant-colonel Jacques Philippe Bauvieux

  - 2e Brigade sous le commandement du général Edmond Félix Auguste de Vouges de Chanteclair[1]
    - 8e régiment de dragons de marche sous le commandement du lieutenant-colonel Julien Léon Loizillon
    - 9e régiment de cuirassiers de marche sous le commandement du lieutenant-colonel Grandin

- Réserve d'artillerie
  - 2 batteries de 7
  - 1 batterie à cheval
  - 2 batteries de mitrailleuses
  - 2 batteries de 4 de marine

Réserve du génie
- - une section de sapeurs
  - une compagnie du train

## Historique
Il est créé en décembre 1870.
Il combat avec l'armée de la Loire.
Il est dissous le 26 mars 1871.